# Hotelfachmann

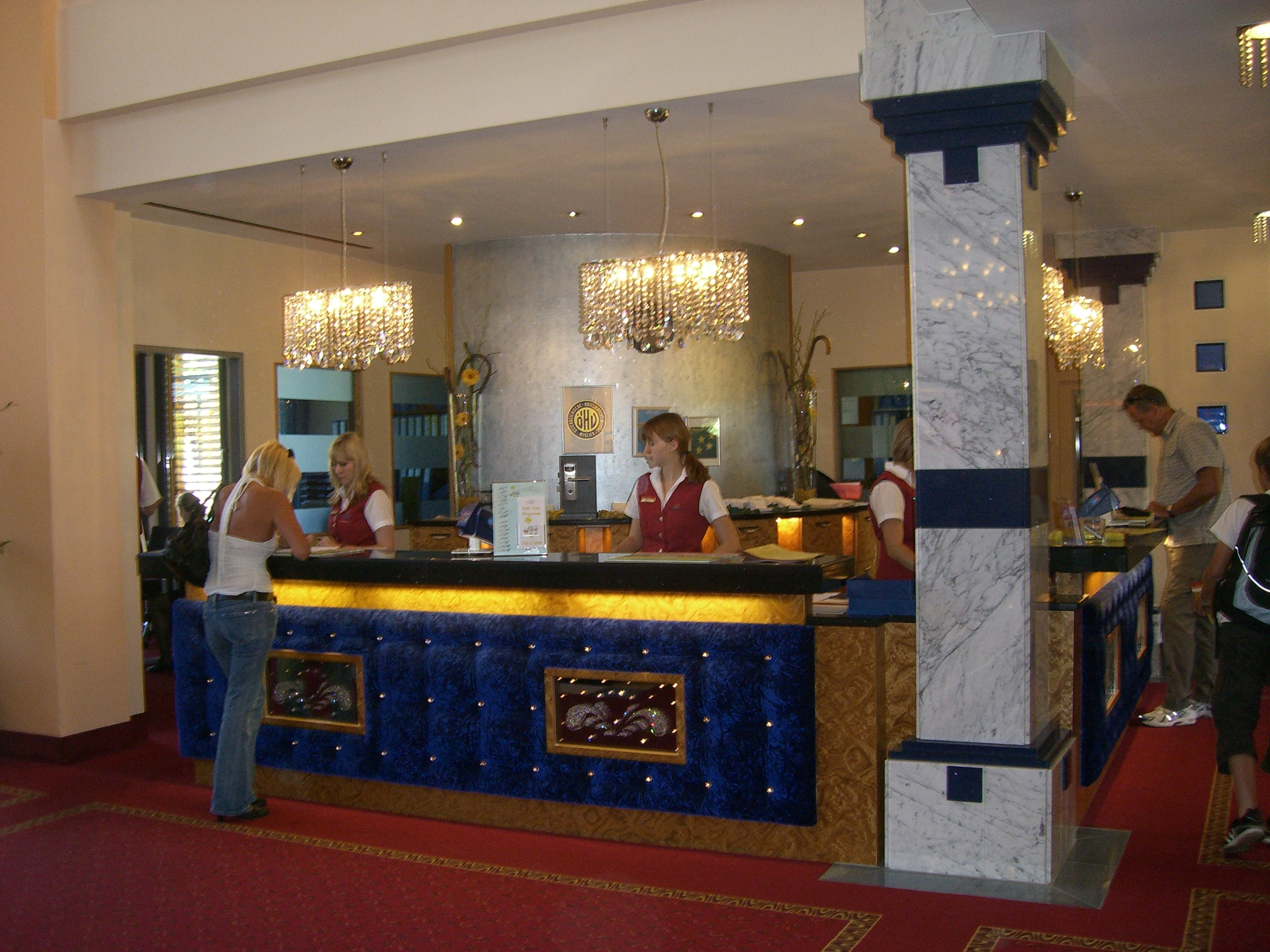
Gästebetreuung an der Hotelrezeption

Der Hotelfachmann beziehungsweise die Hotelfachfrau, abgekürzt auch HoFa, ist in Deutschland ein Ausbildungsberuf bzw. in der Schweiz eine Berufliche Grundbildung.

## Deutschland
Im Jahr 2024 wurden in Deutschland 6.606 neue Ausbildungsverträge abgeschlossen, 2023 waren es noch 7.296. Auf der Rangliste der Ausbildungsberufe nach Neuabschlüssen in Deutschland belegt der  Ausbildungsberuf damit Rang 22.
Er ist dem der Restaurantfachleute sehr ähnlich, aber um einige Tätigkeitsbereiche, die in Hotels zusätzlich zu denen von Restaurants anfallen, erweitert.
In der Ausbildung werden fundierte Grundkenntnisse über Ernährung im Allgemeinen und Speziellen vermittelt sowie detailliertes Wissen über Nahrungsmittel, deren Herkunft und Zubereitung.
Außerdem ist die Getränkekunde einer der Hauptbestandteile der Ausbildung. Diese umfasst Weinkunde, Heißgetränke, Spirituosen, Bierherstellung, Schankmengen, gesetzliche Grundlagen etc.
All diese Kenntnisse sind zusätzlich zu großer Kontaktsicherheit, Artikulationsfähigkeit und natürlich körperlicher Fitness notwendig, um diesen Beruf erfolgreich zu erlernen und auszuüben. Die dabei durchlaufenen Abteilungen sind meist Restaurant, Bankettservice und Bar, manchmal dazu noch der Roomservice.
Des Weiteren werden in der Ausbildung die Abteilungen Rezeption (Front Office), wo der Umgang mit Kasse, Telefonanlage sowie das Ein- und Auschecken der Gäste mit der gesamten Betreuung der Gäste während ihres Aufenthaltes im Hotel erlernt wird, weiter das Housekeeping, wo die Zimmerreinigung sowie Reinigung der öffentlichen Flächen im Hotel auf dem Ausbildungsplan stehen, und Bürotätigkeiten wie Buchhaltung und Einkauf durchlaufen.
Der Anteil der Service-Abteilungen beträgt hierbei etwa 40 Prozent, die Zeit am Front Office weitere 20 Prozent, das Housekeeping ebenfalls 20 Prozent und die restlichen Abteilungen insgesamt etwa 20 Prozent.
Im Gegensatz zu den Restaurantfachleuten haben Hotelfachleute eine bessere Chance auf eine Anstellung in großen Hotels, da sie bereits Kenntnisse über den gesamten Ablauf in einem solchen Betrieb mitbringen. Restaurantfachleute dagegen haben besser Chancen in sehr hochwertigen Restaurants (Sterneküche), da sie in ihrer Ausbildung detailliertere Kenntnisse des Serviceablaufs (mit Tranchieren, Filetieren, Flambieren etc.) erworben haben.
In der Praxis werden in der Gastronomie 39,0 % Köche, 33,7 % Hotelfachleute, 16,9 % Restaurantfachleute, 2,4 % Hotelkaufleute, 5,0 % Fachleute der Systemgastronomie und 3,0 % in anderen Ausbildungsberufen der Gastronomie ausgebildet.

## Schweiz
In der Schweiz dauert die Ausbildung zum Hotelfachmann bzw. Hotelfachfrau EFZ drei Jahre und wird vorwiegend von jungen Frauen eingeschlagen.

### Ablauf der Ausbildung
Den grössten zeitlichen Anteil hat die berufliche Praxis in einem Hotel. Diese umfasst mindestens 35 Wochen jährlich.
Die schulische Bildung ist je nach Kanton verschieden. Entweder wird an einem Tag die Woche die Berufsfachschule besucht oder 2 interkantonale Fachkurse zu je 5 Wochen jährlich in einem Schulhotel der hotelleriesuisse belegt.
Der dritte Lernort sind die Überbetrieblichen Kurse.

### Weiterbildungsmöglichkeiten
Gelernten Hotelfachleuten stehen viele Weiterbildungsmöglichkeiten zur Berufsprüfung oder an einer Höheren Fachschule offen, wie z. B. zum Hotelmanager.

#### Verkürzte Zweitlehren
- Restaurantfachmann/-frau EFZ
- Koch/Köchin EFZ

#### Berufsprüfung (BP)
- Bereichsleiter/in Hotellerie-Hauswirtschaft
- Führungsfachmann/-frau
- Bereichsleiter/in Restauration
- Gastro-Betriebsleiter/in
- Chef/in de Réception

#### Höhere Fachprüfung (HFP)
- Dipl. Leiter/in Hotellerie-Hauswirtschaft
- Dipl. Leiter/in Gemeinschaftsgastronomie
- Dipl. Leiter/in Restauration

#### Höhere Fachschule
- Dipl. Hôtelier/-ière-Restaurateur/-trice HF
- Dipl. Hauswirtschaftliche/r Betriebsleiter/in HF

#### Fachhochschule
- Bachelor of Science (FH) in International Hospitality Management
- Bachelor of Science (FH) in Facilitymanagement
- Bachelor of Science (FH) in Betriebsökonomie

## Ähnliche Berufe
Deutschland:
- Hotelkaufmann
- Restaurantfachmann
- Fachmann für Systemgastronomie
- Fachkraft im Gastgewerbe

Schweiz:
- Restaurationsfachfrau
- Hotellerieangestellter EBA